# Rue Petitot
La rue Petitot est une voie du 19e arrondissement de Paris, en France.

## Situation et accès
La rue Petitot est une voie publique située dans le 19e arrondissement de Paris. Elle débute au 15, rue du Pré-Saint-Gervais et se termine au 14, rue des Fêtes.
Cette courte voie (42 mètres) fait partie du circuit de rues entourant la Place des Fêtes, avec la rue Augustin-Thierry, la rue Henri-Ribière, la rue Louise-Thuliez, et la rue des Fêtes.

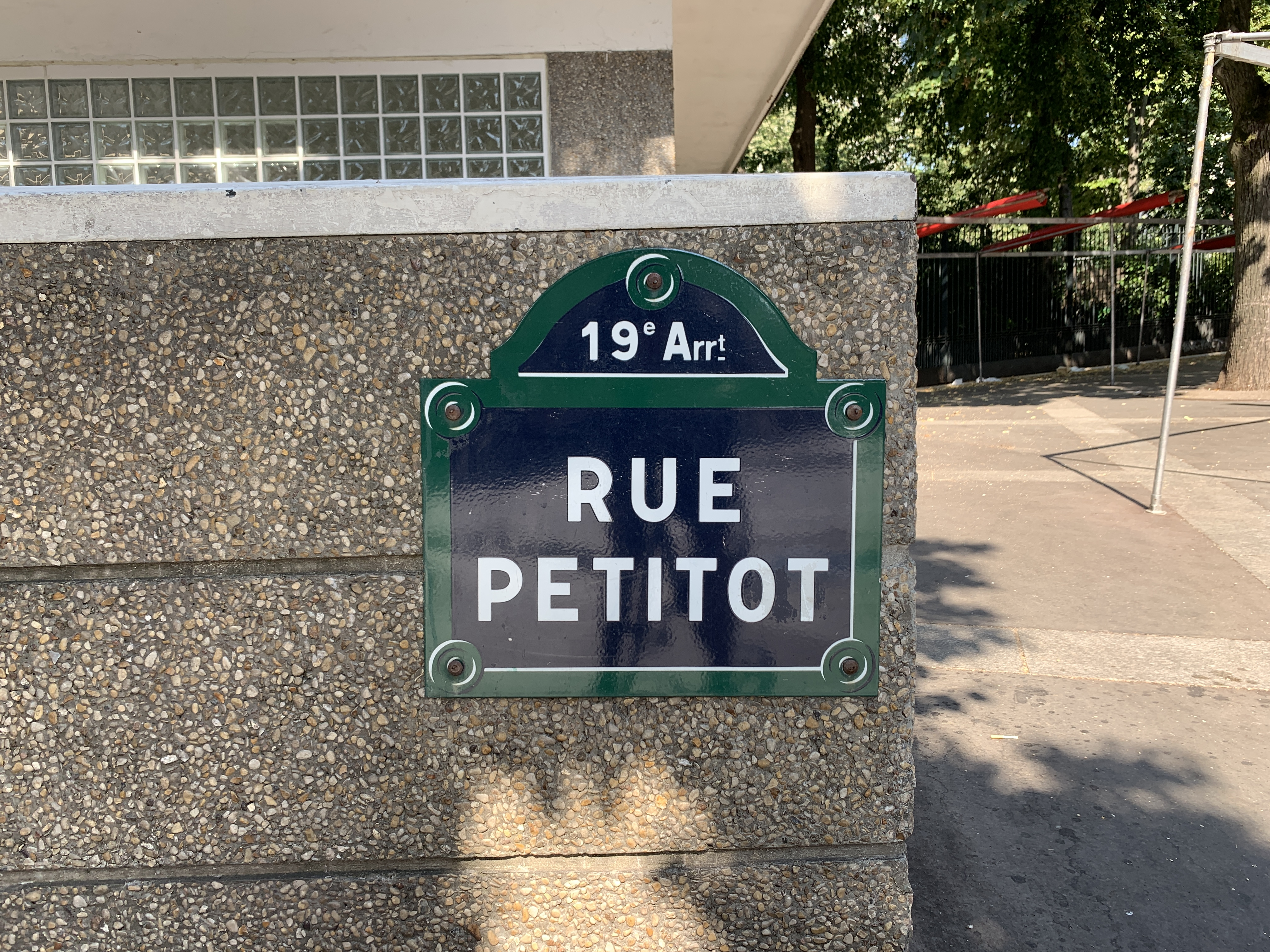

## Origine du nom
Cette rue porte le nom du peintre de portraits Jean Petitot (1607-1691).

## Historique
Cette voie de l'ancienne commune de Belleville, ouverte en 1843 sous le nom de « Sainte-Geneviève », est classée dans la voirie parisienne par un décret du 23 mai 1863 et prend sa dénomination actuelle par un décret du 10 février 1875.

## Bâtiments remarquables et lieux de mémoire
- No 1, au croisement avec la rue des Fêtes : bains-douches Petitot. Construit à l'initiative de la Direction de l'Hygiène, du Travail et de la Prévoyance sociale de la Ville de Paris, ils sont réalisés par l'architecte André Sill et inaugurés le 16 avril 1935. Ils comprennent 51 cabines[2].

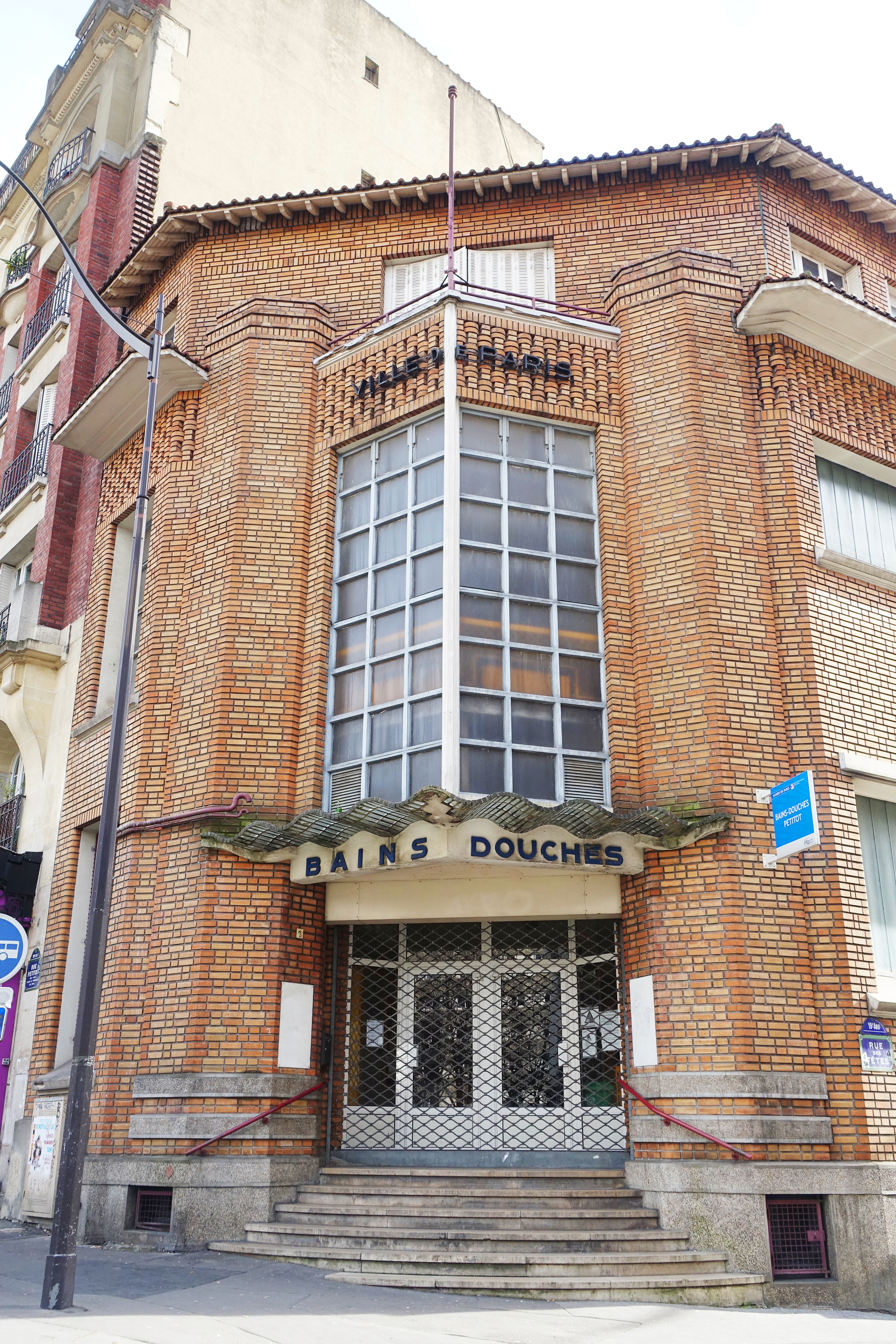
No 1.
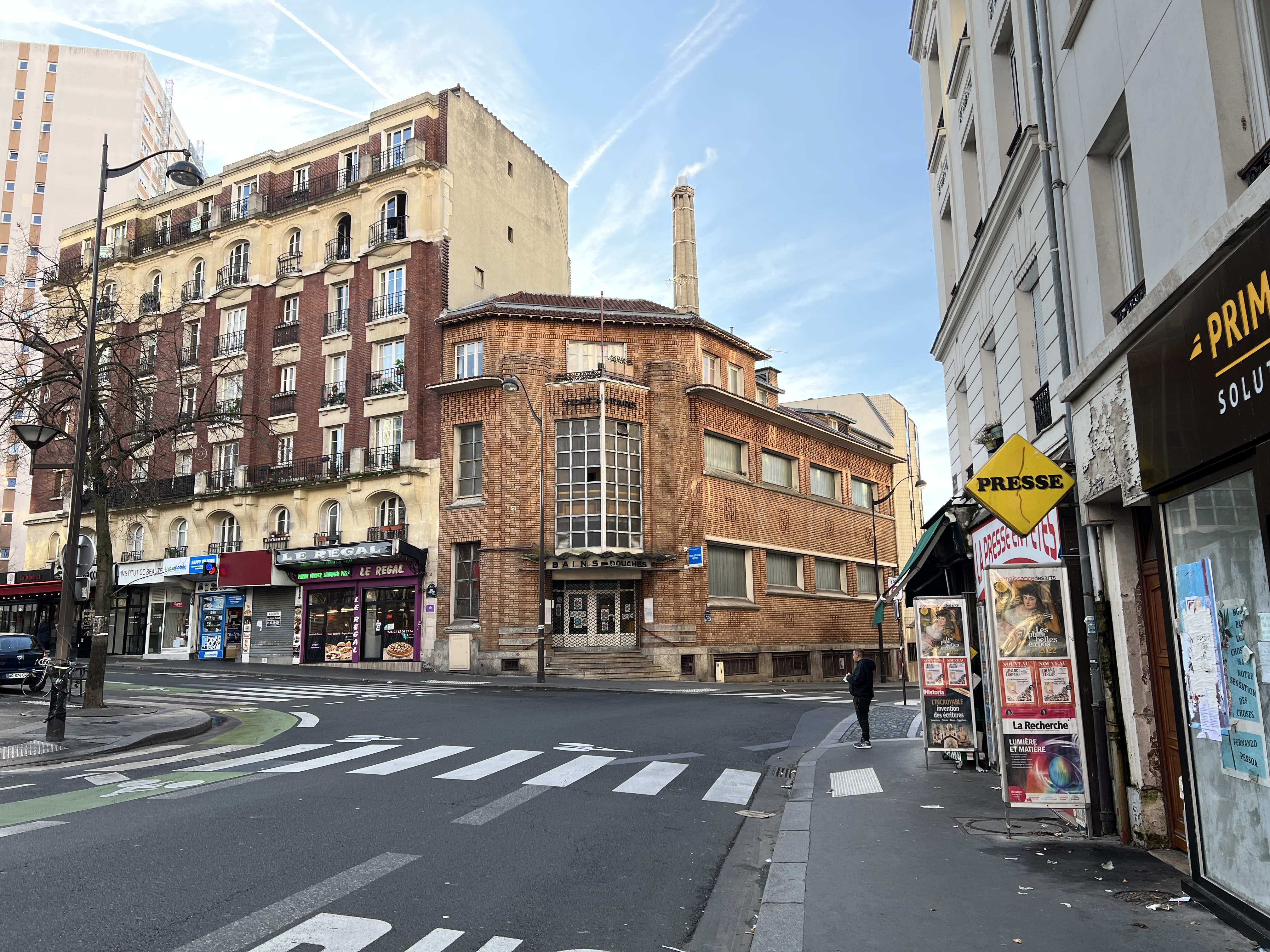